# 692 (szám)
A 692 (római számmal: DCXCII) egy természetes szám.

## A szám a matematikában
A tízes számrendszerbeli 692-es a kettes számrendszerben 1010110100, a nyolcas számrendszerben 1264, a tizenhatos számrendszerben 2B4 alakban írható fel.
A 692 páros szám, összetett szám. Kanonikus alakban a 22 · 1731 szorzattal, normálalakban a 6,92 · 102 szorzattal írható fel. Hat osztója van a természetes számok halmazán, ezek növekvő sorrendben: 1, 2, 4, 173, 346 és 692.